# Boțești (okręg Vaslui)
Boțești – wieś w Rumunii, w okręgu Vaslui, w gminie Boțești. W 2011 roku liczyła 922 mieszkańców.